# Lycoris hunanensis
Lycoris hunanensis ist eine Pflanzenart aus der Familie der Amaryllisgewächse (Amaryllidaceae).

## Beschreibung
Lycoris hunanensis ist eine ausdauernde krautige Pflanze. Die Zwiebeln sind fast kugelförmig, messen 3 bis 5 Zentimeter im Durchmesser und 4 bis 6 Zentimeter in der Höhe. Ihre Epidermis ist purpur-braun. Die 5 bis 7 Blätter sind 36 bis 39 × 1,3 bis 1,5 Zentimeter groß, dunkelgrün, schwertförmig und ihr Ende ist spitz. Die mittlere Blattader ist nicht deutlich heller. Der Stängel ist 50 bis 60 Zentimeter hoch und hat einen Durchmesser von 10 Millimeter. Die 2 Hüllblätter sind je 4 bis 5 × 1,4 bis 1,6 Zentimeter groß, lanzettlich, hell grün, häutig und mit zugespitztem Ende. Ihre Ausrichtung ändert sich in der Blütezeit. Je Dolde sind 6 bis 7 Blüten vorhanden. Die Blütenröhre ist 1 bis 1,2 Zentimeter groß. Die Blütenhülle besteht aus 6 Blütenblättern. Diese sind 5 bis 6 Zentimeter × 6 bis 8 Millimeter groß, in der Knospe aufrecht und mit zunehmender Entwicklung stark zurückgebogen. Ihr Rand ist stark gewellt. In der Knospe sind die Blütenblätter noch rosa, zu Beginn der Blütezeit sind sie hell gelb und färben sich später weiß. Die Blattoberseite weist vereinzelt pinke Streifen sowie an der Spitze helle rote Punkte auf, welche bis zur Blütezeit nach und nach verschwinden. Die mittlere Ader der Blütenblattunterseite ist schwach gelb. Der Blütenstiel ist 0,6 bis 1 Zentimeter lang. Es sind 6 Staubblätter vorhanden. Die Staubfäden sind 8 bis 9 Zentimeter lang, weiß, an der Spitze leicht purpurrot. Die Narbe ist annähernd kugelförmig. Die Früchte sind dreifächerige Kapseln. Die Samen sind schwarz, fast kugelförmig oder halbkugelförmig.
Die Blätter der Art erscheinen im September. Sie blüht von Ende August bis September und fruchtet von Oktober bis November.

## Vorkommen
Lycoris hunanensis kommt in Yuanling, Hunan, China vor. Die Art wächst in kleinen Bereichen an Ufern in Höhenlagen von 200 bis 350 Meter.

## Systematik
Lycoris hunanensis wurde 2013 von Miao-Hua Quan, Li-Jun Ou und Chao-Wen She erstbeschrieben.

## Belege
- Miao-Hua Quan, Li-Jun Ou und Chao-Wen She: A New Species of Lycoris (Amaryllidaceae) from Hunan, China. Novon: A Journal for Botanical Nomenclature 22(3):307-310. 2013, doi:10.3417/2011013